# Pholoe polymorpha
Pholoe polymorpha är en ringmaskart som först beskrevs av Hartmann-Schröder 1962.  Pholoe polymorpha ingår i släktet Pholoe och familjen Pholoidae. Inga underarter finns listade i Catalogue of Life.